# Elezioni parlamentari in Grecia del 2007
Le elezioni parlamentari in Grecia del 2007 si tennero il 16 settembre per il rinnovo del Parlamento ellenico. Esse videro la vittoria di Nuova Democrazia di Kōstas Karamanlīs, che fu confermato Primo ministro.

## Risultati
| Liste                                                    | Voti      | %     | Seggi |
| -------------------------------------------------------- | --------- | ----- | ----- |
| Nuova Democrazia                                         | 2 994 979 | 41,84 | 152   |
| Movimento Socialista Panellenico                         | 2 727 279 | 38,10 | 102   |
| Partito Comunista di Grecia                              | 583 750   | 8,15  | 22    |
| Coalizione della Sinistra, dei Movimenti e dell'Ecologia | 361 101   | 5,04  | 14    |
| Raggruppamento Popolare Ortodosso                        | 271 809   | 3,80  | 10    |
| Verdi Ecologisti                                         | 75 502    | 1,05  | –     |
| Rinascita Democratica                                    | 57 167    | 0,80  | –     |
| Unione dei Centristi                                     | 20 840    | 0,29  | –     |
| Partito Comunista di Grecia (marxista-leninista)         | 17 555    | 0,25  | –     |
| Fronte della Sinistra Radicale                           | 11 843    | 0,17  | –     |
| Sinistra Anticapitalista Unita                           | 10 604    | 0,15  | –     |
| Partito Comunista Marxista-Leninista di Grecia           | 8 137     | 0,11  | –     |
| Alleanza Liberale                                        | 7 498     | 0,10  | –     |
| Altri <0,05%                                             | 10 406    | 0,15  | –     |
| Indipendenti                                             | 536       | 0,01  |       |
| Totale                                                   | 7 159 006 | 100   | 300   |

| Riepilogo dei voti (+/- elezioni 2004)  | Riepilogo dei voti (+/- elezioni 2004) | Riepilogo dei voti (+/- elezioni 2004) | Riepilogo dei voti (+/- elezioni 2004) | Riepilogo dei voti (+/- elezioni 2004) | Riepilogo dei voti (+/- elezioni 2004) | Riepilogo dei voti (+/- elezioni 2004) |
| --------------------------------------- | -------------------------------------- | -------------------------------------- | -------------------------------------- | -------------------------------------- | -------------------------------------- | -------------------------------------- |
| Nuova Democrazia                        | Nuova Democrazia                       | Nuova Democrazia                       |                                        |                                        | 41,84%                                 | ▼ 3,52                                 |
| Movimento Socialista Panellenico        | Movimento Socialista Panellenico       | Movimento Socialista Panellenico       |                                        |                                        | 38,10%                                 | ▼ 2,45                                 |
| Partito Comunista di Grecia             | Partito Comunista di Grecia            | Partito Comunista di Grecia            |                                        |                                        | 8,15%                                  | ▲ 2,26                                 |
| Coalizione della Sinistra Radicale      | Coalizione della Sinistra Radicale     | Coalizione della Sinistra Radicale     |                                        |                                        | 5,04%                                  | ▲ 1,78                                 |
| Raggruppamento Popolare Ortodosso       | Raggruppamento Popolare Ortodosso      | Raggruppamento Popolare Ortodosso      |                                        |                                        | 3,80%                                  | ▲ 1,61                                 |
| Verdi Ecologisti                        | Verdi Ecologisti                       | Verdi Ecologisti                       |                                        |                                        | 1,05%                                  | ▲ 1,05                                 |
| Altri <1,00%                            | Altri <1,00%                           | Altri <1,00%                           |                                        |                                        | 2,02%                                  | ▲ 1,07                                 |
| Riepilogo dei seggi (+/- elezioni 2004) |                                        |                                        |                                        |                                        |                                        |                                        |
|                                         |                                        |                                        |                                        |                                        |                                        |                                        |
| KKE                                     | 22                                     | ▲ 22                                   |                                        | Syriza                                 | 14                                     | ▲ 14                                   |
| PASOK                                   | 102                                    | ▼ 102                                  |                                        | ND                                     | 152                                    | ▲ 152                                  |
| LAOS                                    | 10                                     | ▲ 10                                   |                                        |                                        |                                        |                                        |